# Pazinske odluke
Pazinske odluke ili Rujanske odluke su manifestne odluke Narodnooslobodilačkog odbora za Istru usvojene u Pazinu 13. rujna 1943. i Sabora istarskih narodnih predstavnika od 26. rujna 1943. o sjedinjenju Istre s maticom domovinom.

## Odluka od 13. rujna
Nakon kapitulacije Italije 8. rujna 1943. o kojoj se u Istri doznalo kasno poslijepodne istoga dana, narod Istre počeo je skidati fašistička obilježja s javnih zgrada. Sljedećeg dana, 9. rujna započeo je opći ustanak naroda Istre i u tijeku nekoliko narednih dana razoružano je oko 8 600 talijanskih vojnika, kojima valja dodati jedinice karabinjera i fašista. Pod oružjem se našlo oko 10 000 Istrana, te je do 11. rujna oslobođen gotovo cijeli poluotok osim Pule, Fažane, Brijuna i Vodnjana. Ustanici s područja hrvatske Istre oslobađaju čak i Izolu i Kopar u slovenskom dijelu Istre, te izbijaju pred sam Trst.
U takvim je okolnostima 13. rujna 1943. započeo skup kojemu je na čelu bio Joakim Rakovac. Odmah nakon njegova pozdravnog govora Ljubo Drndić pročitao je Proglas Okružnog NOO-a za Istru, nositelja nove vlasti o priključenju matici zemlji i proglašenju ujedinjenja s ostalom našom hrvatskom braćom. U proglasu pod nazivom Istarski narode stoji da je Istra oslobođena snagom vlastita oružja i masovnog dragovoljnog pristupanja partizanskim postrojbama te voljom naroda. Proglas poručuje da je Istra hrvatska zemlja i da će hrvatska ostati te označava kraj fašističke i talijanske vlasti na prostoru Istre, smjenu sustava i početak legalnog djelovanja nove izvršne narodne vlasti.
U pravnom smislu, Narodnooslobodilački odbor je predstavljao tijelo jedne oružane pobune: međunarodno pravo priznaje pobunjenicima status zaraćene strane (koja mora poštovati međunarodno ratno pravo, i čiji su pripadnici zaštićeni kao vojnici - ne kao kriminalci) i bilježi dugi popis takvih pobuna čiji su rezultati naposljetku pravno priznati. Naprosto su predstavnici naoružanog naroda koji su u tom trenutku vojno ovladali skoro čitavom Istrom (ustanici nisu ušli jedino u Pulu) deklarirali cilj svoje pobune, i zatražili da im se iz Hrvatske pruži ruka kojom će se pripojenje Istre Hrvatskoj prihvatiti.
U odluci od 13. rujna 1943. godine se niti jednom rječju ne spominje Jugoslavija, makar je predsjedavajući Joakim Rakovac bio član Komunističke partije Jugoslavije, a član te partije je bio i Ljubo Drndić koji je odluku napisao i pred odbornicima pročitao.
Slijedom Pazinske odluke od 13. rujna 1943. godine, Vladimir Nazor kao predsjednik ZAVNOH-a donio je u ime tog tijela Odluka o priključenju Istre, Rijeke, Zadra i ostalih okupiranih krajeva Hrvatskoj; tu je odluku potom potvrdio ZAVNOH na svojem Drugom zasijedanju od 12. listopada 1943. godine.

## Odluka od 26. rujna
Nakon općeg ustanka u Istri, koji zbog svoje masovnosti nije mogao biti pod potpunim nadzorom NOP-a i prihvaćanja odluka od 13. rujna 1943. godine, donosi 19. rujna 1943. godine Glavni štab NOV i PO Hrvatske odluku o osnivanju Operativnog štaba NOV Hrvatske za Istru. Za zapovjednika je imenovan Savo Vukelić, a za komesara Joža Skočilić. Operativni štab stigao je u Pazin 23. rujna 1943. godine. Nakon što se o odlukama Okružnog NOO za Istru od 13. rujna saznalo u Otočcu u kojemu se nalazio ZAVNOH i Glavni štab Hrvatske, 20. rujna 1943. sazvano je zasjedanje Predsjedništva i Izvršnog odbora ZAVNOH-a koji je, potvrđujući Odluku Okružnog NOO za Istru, donio Odluku o priključenju Istre, Rijeke, Zadra i ostalih okupiranih krajeva Hrvatskoj. ZAVNOH je odmah uputio u Istru svog izaslanika Jakova Blaževića.
U Pazinu je 25. i 26. rujna održan Sabor istarskih narodnih predstavnika na kojem je izabran privremeni Pokrajinski NOO za Istru te potvrđena odluka o odcjepljenju od Italije i sjedinjenju s Hrvatskom i Jugoslavijom. Donesene su i odluke o ukidanju talijanskih fašističkih zakona, o promjeni nasilno potalijančenih prezimena, imena i toponima, o otvaranju hrvatskih škola (između dva svjetska rata, provodile su talijanske vlasti u Istri Zakon o službenoj promjeni onih imena koja vrijeđaju javni red ili nacionalne osjećaje iz 1928. i Zakon o smiješnim i sramotnim imenima i prezimenima iz 1936. godine; do danas su na brojnim nadgrobnim spomenicima i sakralnim spomenicima vidljivi tragovi dlijetom za kamen izbrisanih natpisa na hrvatskom jeziku), o hrvatskom jeziku u crkvi, o priznavanju nacionalnih prava talijanskoj manjini u Istri te o vraćanju u Italiju Talijana doseljenih nakon 1918. radi promjene etničke slike Istre (koristili su talijanski fašisti termin "etnička melioracija"). 20. rujna 1943. godine (dakle, prije, donošenja druge Pazinske odluke od 26. rujna) donesena je Odluka ZAVNOH-a o priključenju Istre, Zadra i svih spomenutih okupiranih dijelova matici Hrvatskoj, koja je potvrđena u listopadu naDrugome zasjedanju ZAVNOH-a u Plaškom, a u studenom je akte ZAVNOH-a i Slovenskog narodnoosvobodilnog odbora sankcionirao AVNOJ na svojem Drugome zasjedanju u Jajcu.
U odlukama od 26. rujna 1943. godine se - pod očitim utjecajem "kadrova" koje je Komunistička partija Jugoslavije bila prije nekoliko dana uputila u Istru - spominje ime Jugoslavije, kojega u ranijoj odluci od 13. rujna 1943. godine uopće nema.

## Slom ustanka 1943. i nastavak rata
Krajem rujna 1943. god. Nijemci - čije manje postrojbe nisu uspjele izaći izvan prostora Pule i Rijeke - započinju "Operaciju Volkenbruch" ("Rommelova ofenziva"), gdje dovode znatne snage s područja Italije. U sedmodnevnim teškim borbama pogiba čak oko dvije i pol tisuće ustanika (od njih oko 15.000), a pobijeno je i mnogo civila. Od boraca koji su se uspjeli pridružiti partizanima u Gorskom kotaru, formirana je u travnju 1944. godine Prva istarska narodnooslobodilačka brigada "Vladimir Gortan", a potom i 43. istarska divizija "Vladimir Gortan".
U završnom dijelu rata, KPJ je pobila znatan broj istarskih "narodnjaka", hrvatskih nacionalista formiranih pod utjecajem starčevićanske ideologije na kojoj je svoj rad na prijelazu stoljeća bazirao narodni predvodnik istarskih hrvata dr. Matko Laginja, koji nisu bili posve na "partijskog liniji" (istarsko seljaštvo je do 1943. godine bilo posve nezainteresirano za komunističke ideje, koje su bile u većoj mjeri raširene jedino među radnicima velikog rudarskog poduzeća u Labinu)  i očito su smetali ideji da se Narodno-oslobodilački pokret iskoristi za uspostavu totalitarnog komunističkog režima pod geopolitičkom zaštitom Sovjetskog Saveza na čelu s "drugom Štalinom" čije su slike osvanule na zidovima školskih učionica, općinskih ureda i u svim drugim javnim zgradama (izuzev crkvenih) u Istri (i drugdje u "Hrvatskoj u Jugoslaviji") čim je 1945. godine završio II. svjetski rat. Nastavivši kasnije opresiju protiv hrvatskog svećenstva u Istri, koje je između dva svjetska rata - zahvaljujući lošim odnosima između talijanske države i Katoličke crkve - ostalo zadnjim mjestom gdje su hrvatski intelektualci mogli djelovati, komunisti su relativno uspješno preuzeli ulogu tumača hrvatske nacionalne ideje među hrvatskim stanovništvom u Istri.
U borbama i kao posljedica fašističkog terora, poginulo je u Istri - prema podatcima prikupljenima od strane komunističkih vlasti 1945. godine - 5.664 ljudi (popis nije obuhvatio Istrane koji su po Europi i Africi poginuli kao unovačeni pripadnici talijanskih vojnih postrojbi, te druge Istrane poginule "na neprijateljskoj strani").
Povodom donošenja Pazinskih odluka, obilježava se 25. rujna kao Dan Istarske županije.

## Vanjske poveznice
- Istarska enciklopedija: Pazinske odluke
- "Komunisti i uključenje Istre u Hrvatsku 1945. - Je li bilo pozitivnih strana?"[neaktivna poveznica][neaktivna poveznica], Ljubo Lukić za "Vijenac" Matice Hrvatske br. 484, 20. rujna 2012.
- "Rujanski dani proglašeni događajem 20. st.", "Glas Istre", 26. rujna 2011.